# وادي ريم
وادي ريم هي منطقة تقع جنوب غرب المدينة المنورة وتبعد عنها ما يقارب 80 كيلو، وهي قريبة من جبل ورقان وتتكون من عدة قرى مأهولة بالسكان. ويبلغ عدد سكانها حوالي إحدى عشر ألف نسمة.
يتميز وادي ريم بمناظره الطبيعية وبغطاء نباتي متنوع يحتوي على مروج خضراء وأشجار، إضافة لبحيرات طبيعية.